# Уитема, Джордин
Джордин Памела Уитема (англ. Jordyn Pamela Huitema, английское произношение: [ˈhaɪtɪmə]; род. 8 мая 2001, Чилливак, Британская Колумбия) — канадская футболистка, нападающий американского клуба «Сиэтл Рейн» и сборной Канады. Олимпийская чемпионка (2020).

## Ранние годы
Уитема родилась в Чилливаке, Британская Колумбия, Канада. В возрасте четырёх лет начала заниматься футболом в местной команде «Чилливак». Она училась в средней школе Роуздейл в Чилливаке, а также в средней школе Burnaby Central Secondary в рамках программы FC Girls Elite REX. Её брат, Броди, занимался в академии «Ванкувер Уайткэпс» и играл за университет Дьюка. Её второй брат, Трент, играл в хоккей в юниорской хоккейной лиге за команду Humboldt Broncos.

## Клубная карьера

### «Пари Сен-Жермен»
23 июля 2018 года было объявлено, что Уитема будет выступать за «Пари Сен-Жермен» на предсезонном турнире. Она не подписала профессиональный контракт с командой, чтобы сохранить право на обучение в колледже.
24 июля она дебютировала за «Пари Сен-Жермен» на предсезонном турнире в матче против «Манчестер Сити».
24 января 2019 года Уитема объявила о том, что отказывается от обучения в колледже ради профессиональной карьеры. 17 мая 2019 года «Пари Сен-Жермен» подтвердил, что Уитема подписала четырёхлетний контракт.

### «ОЛ Рейн»
18 июня 2022 года Уитема подписала двухлетний контракт с американским клубом «ОЛ Рейн».

## Личная жизнь
С сентября 2017 года состояла в отношениях с футболистом «Баварии» и Сборной Канады Алфонсо Дейвисом. 22 мая 2022 года Дейвис подтвердил в социальных сетях, что они расстались.

## Достижения

### Командные
«Пари Сен-Жермен»
- Чемпионка Франции: 2020/21
- Обладательница Кубка Франции: 2021/22

Канада
- Олимпийская чемпионка: 2020

Канада (до 15)
- Чемпионка КОНКАКАФ: 2014

### Индивидуальные
- Обладательница золотой бутсы олимпийской квалификации КОНКАКАФ: 2020
- Входит в состав символической сборной олимпийской квалификации КОНКАКАФ: 2020
- Обладательница золотой бутсы олимпийской квалификации КОНКАКАФ (до 20): 2018
- Входит в состав символической сборной олимпийской квалификации КОНКАКАФ (до 20): 2018
- Входит в состав символической сборной олимпийской квалификации КОНКАКАФ (до 15): 2016
- Футболистка года Канады (до 20): 2018
- Футболистка года Канады (до 17): 2017
- Самая перспективная футболистка «Ванкувер Уайткэпс»: 2017